# Georg Wittig
Georg Friedrich Karl Wittig (Berlin, 1897. június 16. – Heidelberg, 1987. augusztus 26.) kémiai Nobel-díjas német vegyész, aki megtalálta a módját, hogy egy aldehid vagy keton karbonilcsoportját bármilyen szubsztituenst tartalmazó alkén szén-szén kettős kötésévé alakítsa.

## Élete
A kasseli Kunstgewerbeschule (művészeti iskola) professzorának fia volt, ezt a pozíciót később öccse, Gustav Wittig töltötte be. Anyja zenei tehetséggel rendelkezett. Georg mindkét szülő művészi érzékét örökölte, nagyon jól zongorázott, remekül tudott komponálni és festeni. A helyi Wilhelmsgymnasiumba járt, amíg le nem tette az érettségit, és 1916-ban, 19 évesen kezdett a Tübingeni Egyetemen kémiát tanulni. Nem sokkal ezután azonban behívták katonának, és angol hadifogságba esett. 1919-től kémiát tanult Marburgban. Ott dolgozott a vegyipari intézetben Karl Friedrich von Auwers vezetésével, s 1923. május 7-én le is doktorált.
Ugyanebben az évben tanársegédi állást kapott a Marburgi Egyetemen. Feleségül vette Waltraut Ernstet. 1926-os habilitációja után Hans Meerweinnél dolgozott vezető asszisztensként. 1932-ben a Braunschweigi Műszaki Főiskola tanszékvezetője és adjunktusa lett.
1933-ban az SA tagja lett. 1937-ben Hermann Staudinger felvette Freiburg im Breisgau-i intézetébe; ugyanebben az évben Wittig csatlakozott az NSDAP-hoz. 1939-ben köztisztviselő, 1944-től pedig a Tübingeni Egyetem professzora lett. 1956-tól a Heidelbergi Egyetem Szerves Kémiai Intézetének igazgatója volt.
Heidelberg városa díszpolgárává fogadta.

## Tudományos eredményei
Wittig kezdetben szerves gyökökkel foglalkozott. Hexafeniletánt állított elő, és kétgyökös szerkezetet feltételezett. Ezt a szerkezetet azonban nem sikerült megerősíteni. Fenil-lítiumot használt a fenilcsoportok bevezetésére. 1930-ban Karl Ziegler talált egy egyszerű módszert a fenil-lítium előállítására brómbenzolból és butil-lítiumból. Az anionos fenil-lítium nagyon erős fenilező szernek bizonyult, melyből brómbenzollal reagálva bifenil állítható elő. A szén-lítium kötés nagyon erősen polarizált. A rendelkezésre álló reakciók alapján Wittig dehidrobenzolt feltételezett (lásd a képet).
Később érdeklődni kezdett más széncsoportok iránt, amelyek anionos pozitív töltéssel rendelkeznek. A tetrametil-ammóniumionokat fenil-lítiummal deprotonálta, és amin-ilideket kapott. Az ilid név a molekulában lévő iontöltést jelöli. Normális esetben a nitrogénnek csak három kötése van a szomszédos atomokhoz. A fenil-lítiummal végzett deprotonálás révén a pozitív nitrogénatom mellett egy negatív szénatom keletkezett. Ezek az ilidek könnyen addícionálnak poláris kötésekre. Az amin-ilidek benzofenon jelenlétében jól jellemzett sókat adnak, melyekben az ilid negatív töltésű szénatomja a pozitívan polarizált karbonilszénhez kapcsolódik. A foszfor nagyon hasonló a nitrogénhez. Már August Wilhelm von Hofmann is sikeres vizsgálatokat végzett aminokkal és foszfinokkal. Wittig is ezt az utat követte és sikerrel járt.
A trifenilfoszfin és a metil-jodid reakciója kvaterner foszfóniumsót eredményez. Ezt a sót fenil-lítiummal deprotonálhatjuk, így ilén-trifenil-foszfin-metilént kapunk. A nitrogénnel ellentétben a metiléncsoport és a foszfor között kettős kötéssel rendelkező rezonanciaszerkezet is felírható az ilénre.
Ezt követően, 1954-ben Wittig felfedezte, hogy az ilént benzofenonnal reagáltatva difeniletén keletkezik, és trifenilfoszfin-oxid hasad ki. Ennek eredményeként a karbonil-oxigén helyébe a deprotonált trifenil-foszfin-metilén metiléncsoportja léphet. Más ilidsókat használva az egyszerű metiléncsoport helyett bonyolult szénszerkezetek is helyettesíthetik a karbonilcsoport oxigénatomját. 10 évvel Wittig felfedezése után már több mint 70 szabadalmat kértek a Wittig-reakciót alkalmazó anyagok átalakítására és természetes termékek szintézisére. Ő 57 évesen tette nagy felfedezését.
1950 körül doktoranduszával, Ulrich Schöllkopffal együtt kifejlesztett egy általánosan alkalmazható olefinszintézist, a róla elnevezett Wittig-reakciót; ezért 1979-ben megosztott kémiai Nobel-díjat kapott Herbert Charles Brownnal, aki a boránok területén dolgozott.
A Wittig-reakció segítségével állítják elő ipari méretekben többek között a retinolt (A-vitamint). Laboratóriumi méretekben ez az egyik legfontosabb reakció a C=C kettős kötések létrehozására. A karbonilvegyületeket és a foszfor-ilideket addíciós-eliminációs sorrendben reagáltatják egymással.
Róla nevezték el a Wittig-átrendeződést.

## Elismerései
- 1953: Adolf von Baeyer-emlékérme
- 1953: a Bajor Tudományos Akadémia levelező tagja
- 1956: A Heidelbergi Tudományos Akadémia rendes tagja
- 1962: Leopoldina Német Természettudományos Akadémia tagja[3]
- 1967: Otto Hahn kémiai és fizikai díj
- 1969: a Francia Tudományos Akadémia levelező tagja (1972-től külső tag)
- 1972: Paul Karrer előadás
- 1979: Kémiai Nobel-díj
- 1980: a Német Szövetségi Köztársaság Nagy Érdemkeresztje csillaggal és szalaggal

## Művei
- Preparatív kémia. Springer, Berlin, 1976 ISBN 3-540-07932-7
- Sztereokémia. Akadémiai Kiadóvállalat, Lipcse, 1930
- Az ate komplexek mint reakciót irányító intermedierek. Westdeutsches Verlag, Köln, 1966
- Tanulmányok az a-oxidifenilről és a difenokinonok képződéséről. Egyetemi disszertáció, Marburg, 1923
- A benzo-gamma-piron kifejlesztése. Habilitációs dolgozat, Marburg, 1926
- Ulrich Schöllkopffal: A trifenil-foszfin-metilénről mint olefinképző reagensről. Ber. d. Dt. Chem. Ges. 87(9): 1318-1330, 1954

## Fordítás
Ez a szócikk részben vagy egészben  a   Georg Wittig című német Wikipédia-szócikk ezen változatának fordításán alapul.  Az eredeti cikk szerkesztőit annak laptörténete sorolja fel. Ez a jelzés csupán a megfogalmazás eredetét és a szerzői jogokat jelzi, nem szolgál a cikkben szereplő információk forrásmegjelöléseként.